# Henrique II de Navarra
Henrique II (Sangüesa, 18 de abril de 1503 – Hagetmau, 25 de maio de 1555) foi rei de Navarra de 1517 até a sua morte, apesar de apenas ter exercido seu poder sobre a Baixa Navarra.  Pertencia à Casa de Albret. Foi também conde de Foix, de Périgord, de Bigorra e visconde de Béarn, de Tursan, de Gabardan, de Tartas e de Limoges.

## Biografia
Em 1550 o rei Henrique II de França outorgou-lhe o título de primeiro Duque de Albret.
Era o filho mais velho de João de Albret e de sua mulher Catarina de Foix, irmã e herdeira de Francisco Phebus, rei de Navarra.
Em 1525, Henrique II foi feito prisioneiro na Batalha de Pavia, mas conseguiu escapar em 1527. Casou com Margarida de Angoulême, irmã do rei Francisco I da França e viúva de Carlos IV, duque de Alençon.